# Adrien-Marie Legendre
Adrien-Marie Legendre (Tolosa, 18 settembre 1752 – Parigi, 10 gennaio 1833) è stato un matematico francese.

## Biografia
Discepolo di Eulero e Lagrange, ha pubblicato un lavoro ormai classico sulla geometria, Élements de géométrie. Ha anche dato significativi contributi alle equazioni differenziali, all'analisi, alla teoria delle funzioni, alla meccanica e in teoria dei numeri con l'opera Essai sur la théorie des nombres (1797-1798); nel 1782 gli fu concesso il premio offerto dall'Accademia di Berlino per i suoi studi sulla dinamica dei proiettili. Ha esteso ed aggiornato il suo trattato in tre volumi Exercises du calcul intégral (1811-1819) nel nuovo Traité des fonctions elliptiques et des intégrales eulériennes (1825-1832), sempre in tre volumi. Ha poi ridotto gli integrali ellittici in tre forme standard, ma la loro inversione diretta, dovuta ad Abel e a Jacobi, ha reso inutile il suo lavoro. Ha anche inventato i cosiddetti polinomi di Legendre nel 1784, mentre studiava l'attrazione degli sferoidi. In teoria dei numeri, ha inoltre dimostrato l'ultimo teorema di Fermat nel caso particolare n = 5 e dimostrato l'irrazionalità di {\displaystyle \pi ^{2}}.
Morì nel 1833 e venne sepolto nel Cimitero d'Auteuil. Il suo nome è inciso sulla Torre Eiffel.

## Opere
- (FR)  Nouvelles méthodes pour la détermination des orbites des comètes (1805)
- (FR)  Exercices de calcul intégral sur divers ordres de transcendantes et sur les quadratures (t.1) (Paris: Courcier, 1811-1817)
- (FR)  Exercices de calcul intégral sur divers ordres de transcendantes et sur les quadratures (t.2) (Paris: Courcier, 1811-1817)
- (FR)   Exercices de calcul intégralMéthodes diverses pour la construction des tables elliptiques, suivies de la table générale des fonctions complètes, de la table particulière pour le module sin 45°, etc.., Paris, Veuve de Louis Courcier, 1816.
- (FR)   Traité des fonctions elliptiques et des intégrales eulériennes. T. 1, Paris, Huzard-Courcier, 1825.
- (FR)   Traité des fonctions elliptiques et des intégrales eulériennes. T. 2, Paris, Huzard-Courcier, 1826.
- (FR)   Traité des fonctions elliptiques et des intégrales eulériennes. T. 3, Paris, Huzard-Courcier, 1828.
- (FR)  Théorie des nombres (Paris: Firmin-Didot, 1830)
- (FR)   Mémoires sur la méthode des moindres quarrés, et sur l'attraction des ellipsoïdes homogènes, 1810-1850.
- (FR)   Eléments de géométrie par A. M. Legendre; avec additions et modifications par M. A. Blanchet, Paris, Firmin Didot frères, 1849.